# Pearle
Pearle Opticiens (voorheen Brilmij) is een internationale keten van opticiens die in 1959 werd opgericht door de Nederlander Alphons Hamer. Wereldwijd heeft de keten zo'n 1.600 vestigingen verdeeld over vijftien landen.

## Geschiedenis
In 1959 werd de optiekketen Brilmij opgericht door Alfons Hamer. In 1979 wordt de Brilmij-keten overgenomen door het Amerikaanse bedrijf Pearle Vision, dat hiermee zijn entree op de Europese markt maakt. Vanaf 1990 gaan alle Brilmij winkels verder onder de huidige naam Pearle Opticiens. In 1996 wordt de Europese tak van Pearle Vision gekocht door GrandVision. Daarmee zijn het Amerikaanse Pearle Vision en het Europese Pearle verschillende bedrijven geworden.
De Nederlandse en Belgische filialen zijn allemaal onderdeel van de GrandVision Europe. Hiertoe behoren naast Pearle en Pearle België ook Eye Wish Opticiens, GrandOptical (België) en The Vision Factory. Bijna alle aandelen van GrandVision zijn in handen van investeringsmaatschappij HAL Investments. In februari 2015 is GrandVision beursgenoteerd en had HAL Investments 98.7% van de aandelen in handen. Sindsdien heeft HAL ongeveer 20% van de aandelen op de beurs verkocht. Op 6 december 2021 had EssilorLuxottica 99,73% van de aandelen in handen en werd Grandvision uit de AMX-index verwijderd.

## Overige

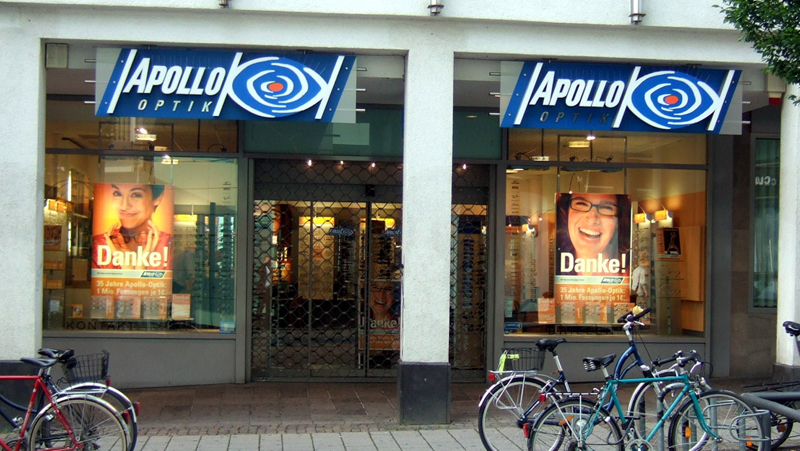
Een filiaal van Apollo-Optik in Darmstadt.

Sinds de oprichting verkoopt Pearle brillen van bekende merken en van het huismerk, contactlenzen en zonnebrillen. In 2008 opende Pearle de eerste optometriepraktijk in een van haar winkels. Pearle Opticiens is lang lid geweest van de NUVO (Nederlandse Unie van Optiekbedrijven), maar stapte na onenigheid over de kosten in 2017 uit de vereniging.
In Europa, India, het Midden-Oosten en Zuid-Amerika heeft de keten vestigingen onder verschillende namen. Zo heeft de keten in Nederland ruim 250 filialen en België 200 filialen onder de naam Pearle. In Duitsland wordt gewerkt onder de naam Apollo. Ook in Estland, Finland, Italië, Oostenrijk, Polen en Portugal bevinden zich vestigingen die werken onder deze naam.